# Os Fragmentos de Tracey
The Tracey Fragments (bra: Tracey Despedaçada, ou Os Fragmentos de Tracey; prt: Os Fragmentos de Tracey) é um filme canadense de 2007, do gênero drama, dirigido por Bruce McDonald, com roteiro de Maureen Medved baseado em seu livro homônimo.

## Elenco
- Elliot Page - Tracey Berkowitz
- Kate Todd - Debbie Dodge
- Ryan Cooley - David
- Libby Adams - Tracey Berkowitz (jovem)
- Ari Cohen - Sr. Berkowitz
- Maxwell McCabe-Lokos - Lance
- Zie Souwand - Sonny Berkowitz
- Derek Scott - Headstand Johnny
- Slim Twig - Billy Zero
- Sydney Rodgers - imaginação de Tracy Berkowitz